# Tailwind Airlines
Tailwind Airlines è una compagnia aerea charter turca con sede a Istanbul che opera voli dalle sue basi all'aeroporto di Adalia.

## Storia
La compagnia aerea è stata fondata nel 2006 come progetto congiunto turco-britannico, con il primo volo commerciale che ha avuto luogo nel maggio 2009. Fondata da Kadri Muhiddin, Safi Ergin e Mehmet Demir Uz, la compagnia aerea opera cinque Boeing 737-400 a partire da agosto 2013.

## Flotta

### Flotta attuale
A dicembre 2022 la flotta di Tailwind Airlines è così composta:

### Flotta storica
Tailwind Airlines operava in precedenza con i seguenti aeromobili: